# Мануела Цанкі
Мануела Цанкі (італ. Emanuela Zanchi, 17 жовтня 1977) — італійська ватерполістка.
Олімпійська чемпіонка 2004 року, учасниця 2008 року. Срібна медалістка Чемпіонату світу з водних видів спорту 2003 року.